# یواس‌اس هلم (دی‌دی-۳۸۸)
یواس‌اس هلم (دی‌دی-۳۸۸) (به انگلیسی: USS Helm (DD-388)) یک کشتی بود که طول آن ۳۴۱ فوت ۸ اینچ (۱۰۴٫۱۴ متر) بود. این کشتی در سال ۱۹۳۷ ساخته شد.